# 원유현
원유현(1988년 2월 4일 ~ )는 과거 대한민국의 축구 선수로, 현역 시절 포지션은 골키퍼였었다.